# Formule 2 v roce 2021
Formule 2 v roce 2021 je 55. sezónou závodů kategorie Formule 2 a pátou sezónou závodní série pod hlavičkou FIA Mistrovství Formule 2. V ročníku je naplánováno 24 závodů na 8 okruzích. Sezóna začala v bahrajnském Sachíru 27. března a skončit má 12. prosince v Abú Zabí. Všechny týmy a jezdci v šampionátu používají stejné šasi Dallara F2 2018. Původně mělo být od tohoto ročníku používáno nové šasi, v důsledku pandemie covidu-19 a snaze snížit náklady bude ale to stávající využíváno až do roku 2023.

## Složení týmů
| Tým                   | No. | Jezdec              | Závody |
| --------------------- | --- | ------------------- | ------ |
| Prema Racing          | 1   | Robert Švarcman     | 1–5    |
| Prema Racing          | 2   | Oscar Piastri       | 1–5    |
| UNI-Virtuosi Racing   | 3   | Čou Kuan-jü         | 1–5    |
| UNI-Virtuosi Racing   | 4   | Felipe Drugovich    | 1–5    |
| Carlin                | 5   | Dan Ticktum         | 1–5    |
| Carlin                | 6   | Jehan Daruvala      | 1–5    |
| Hitech Grand Prix     | 7   | Liam Lawson         | 1–5    |
| Hitech Grand Prix     | 8   | Jüri Vips           | 1–5    |
| ART Grand Prix        | 9   | Christian Lundgaard | 1–5    |
| ART Grand Prix        | 10  | Théo Pourchaire     | 1–5    |
| MP Motorsport         | 11  | Richard Verschoor   | 1–5    |
| MP Motorsport         | 12  | Lirim Zendeli       | 1–5    |
| Charouz Racing System | 14  | David Beckmann      | 1–4    |
| Charouz Racing System | 14  | Enzo Fittipaldi     | 5      |
| Charouz Racing System | 15  | Guilherme Samaia    | 1–5    |
| DAMS                  | 16  | Roy Nissany         | 1–5    |
| DAMS                  | 17  | Marcus Armstrong    | 1–5    |
| Campos Racing         | 20  | Gianluca Petecof    | 1–2    |
| Campos Racing         | 20  | Matteo Nannini      | 3–4    |
| Campos Racing         | 20  | David Beckmann      | 5      |
| Campos Racing         | 21  | Ralph Boschung      | 1–5    |
| HWA Racelab           | 22  | Matteo Nannini      | 1      |
| HWA Racelab           | 22  | Jack Aitken         | 2–4    |
| HWA Racelab           | 22  | Jake Hughes         | 5      |
| HWA Racelab           | 23  | Alessio Deledda     | 1–5    |
| Trident               | 24  | Bent Viscaal        | 1–5    |
| Trident               | 25  | Marino Sató         | 1–5    |
| Zdroje:               |     |                     |        |

## Kalendář
| Kolo    | Okruh                                 | Sprinty      | Hlavní závod |
| ------- | ------------------------------------- | ------------ | ------------ |
| 1       | Bahrain International Circuit, Sachír | 27. března   | 28. března   |
| 2       | Circuit de Monaco, Monte Carlo        | 22. května   | 23. května   |
| 3       | Baku City Circuit, Baku               | 5. června    | 6. června    |
| 4       | Silverstone Circuit, Silverstone      | 17. července | 18. července |
| 5       | Autodromo Nazionale di Monza, Monza   | 11. září     | 12. září     |
| 6       | Autodrom v Soči, Soči                 | 25. září     | 26. září     |
| 7       | Jeddah Street Circuit, Jeddah         | 4. prosince  | 5. prosince  |
| 8       | Yas Marina Circuit, Abu Dhabi         | 11. prosince | 12. prosince |
| Zdroje: |                                       |              |              |

### Změny v kalendáři
V důsledku úsporných opatření byl formát formulových závodů upraven. Formule 2 a Formule 3 nebudou součástí stejného závodního víkendu, ale budou se střídat. Tím dojde ke snížení počtu destinací, proto byl počet závodů v sériích zvýšen ze dvou na tři. Díky novému formátu bude možné snížit náklady zejména u týmů, které se účastní obou šampionátů a budou tak moci lépe nakládat se svými zaměstnanci.

## Další změny
V závodním víkendu se nově pojednou každou sobotu dva sprinty a v neděli hlavní závod s povinnou zastávkou v boxech. Páteční kvalifikace určí pořadí pro hlavní závod a první sprint, ve kterém si první desítka jezdců prohodí pořadí. Pořadí jezdců ve druhém sprintu určí výsledky sprintu prvního, deset nejlepších si opět prohodí pořadí. Z důvodu vyššího počtu závodů dostanou týmy navíc jednu sadů pneumatik.

## Výsledky a pořadí
| Závod | Závod | Okruh                         | Pole position   | Nejrychlejší kolo | Vítěz závodu      | Vítězný tým         |
| ----- | ----- | ----------------------------- | --------------- | ----------------- | ----------------- | ------------------- |
| 1     | S1    | Bahrain International Circuit | —               | Lirim Zendeli     | Liam Lawson       | Hitech Grand Prix   |
| 1     | S2    | Bahrain International Circuit | —               | Ralph Boschung    | Oscar Piastri     | Prema Racing        |
| 1     | Z     | Bahrain International Circuit | Čou Kuan-jü     | Robert Švarcman   | Čou Kuan-jü       | UNI-Virtuosi Racing |
| 2     | S1    | Circuit de Monaco             | —               | Jüri Vips         | Čou Kuan-jü       | UNI-Virtuosi Racing |
| 2     | S2    | Circuit de Monaco             | —               | Robert Švarcman   | Dan Ticktum       | Carlin              |
| 2     | Z     | Circuit de Monaco             | Théo Pourchaire | Čou Kuan-jü       | Théo Pourchaire   | ART Grand Prix      |
| 3     | S1    | Baku City Circuit             | —               | Théo Pourchaire   | Robert Švarcman   | Prema Racing        |
| 3     | S2    | Baku City Circuit             | —               | Oscar Piastri     | Jüri Vips         | Hitech Grand Prix   |
| 3     | Z     | Baku City Circuit             | Liam Lawson     | Dan Ticktum       | Jüri Vips         | Hitech Grand Prix   |
| 4     | S1    | Silverstone Circuit           | —               | Oscar Piastri     | Robert Švarcman   | Prema Racing        |
| 4     | S2    | Silverstone Circuit           | —               | Oscar Piastri     | Richard Verschoor | MP Motorsport       |
| 4     | Z     | Silverstone Circuit           | Oscar Piastri   | Jehan Daruvala    | Čou Kuan-jü       | UNI-Virtuosi Racing |
| 5     | S1    | Autodromo Nazionale di Monza  | —               | Théo Pourchaire   | Théo Pourchaire   | ART Grand Prix      |
| 5     | S2    | Autodromo Nazionale di Monza  | —               | Oscar Piastri     | Jehan Daruvala    | Carlin              |
| 5     | Z     | Autodromo Nazionale di Monza  | Oscar Piastri   |                   |                   |                     |
| 6     | S1    | Sochi Autodrom                | —               |                   |                   |                     |
| 6     | S2    | Sochi Autodrom                | —               |                   |                   |                     |
| 6     | Z     | Sochi Autodrom                |                 |                   |                   |                     |
| 7     | S1    | Jeddah Street Circuit         | —               |                   |                   |                     |
| 7     | S2    | Jeddah Street Circuit         | —               |                   |                   |                     |
| 7     | Z     | Jeddah Street Circuit         |                 |                   |                   |                     |
| 8     | S1    | Yas Marina Circuit            | —               |                   |                   |                     |
| 8     | S2    | Yas Marina Circuit            | —               |                   |                   |                     |
| 8     | Z     | Yas Marina Circuit            |                 |                   |                   |                     |

## Body
Body získává 8 nejlepších ve sprintech a 10 nejlepších v hlavním závodu. Další čtyři body získává vítěz kvalifikace. Dva body získá jezdec, který během závodu zajede nejrychlejší kolo, pokud skončí mezi deseti nejlepšími jezdci.

### Sprinty
Body získává 8 nejlepších, bonusové body je možné získat nejrychlejší kolo, pokud jezdec skončil v první desítce.
| Pozice | 1. | 2. | 3. | 4. | 5 | 6. | 7. | 8. | FL |
| Body   | 15 | 12 | 10 | 8  | 6 | 4  | 2  | 1  | 2  |

### Hlavní závod
Body získává 10 nejlepších, bonusové body je možné získat za pole position a nejrychlejší kolo, pokud jezdec skončil v první desítce.
| Pozice | 1. | 2. | 3. | 4. | 5  | 6. | 7. | 8. | 9. | 10. | PP | FL |
| Body   | 25 | 18 | 15 | 12 | 10 | 8  | 6  | 4  | 2  | 1   | 4  | 2  |